# Ogoňok

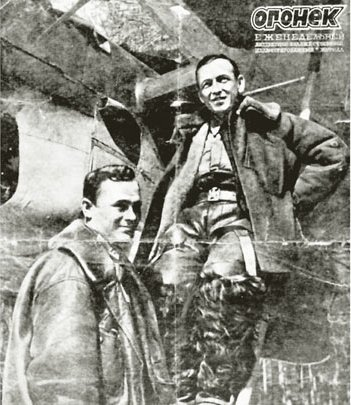
Ogoňok, 20. září 1942

Ogoňok (Огонёк, česky Ohníček) byl ruský týdenní ilustrovaný časopis, který byl v SSSR ve své době velmi populární. První vydání proběhlo 21. prosince 1899. Své sídlo má v Moskvě. Ogoňok má své nezanedbatelné místo v historii fotožurnalistiky pro svůj významný přínos v publikování obrazových zpráv.

## Historie
V letech 1993–1994 věstník zlomila devalvace rublu, majitelem se stal Boris Berezovskij.
V roce 2009 měl časopis opět potíže v souvislosti se ztrátou zisku.

## Přispěvatelé
- Michail Trachman
- Arkadij Šajchet
- Boris Ignatovič
- Ivan Šagin
- Dmitrij Baltermanc
- Stanislav Krupař
- Lev Borodulin (v letech 1950-1960)
- Natalja Fjodorovna Bode
- Mark Borisovič Markov-Grinberg
- Hryhoryj Lazarevyč Navryčevskyj, ukrajinský fotograf aktivní v Doněcku